# Prefettura di Haho
La prefettura di Haho è una prefettura del Togo situato nella regione degli Altopiani con 247.817 abitanti al censimento 2010. Il capoluogo è la città di Notsé.